# Herman Schwarz
Herman Schwarz Ocampo (* Lima, 1954) es un destacado fotógrafo e investigador peruano de la historia de la fotografía en el Perú. 
Sus retratos de artistas y de intelectuales han recibido especial reconocimiento por parte de la diversos críticos; destacan sin duda los retratos a los miembros de la llamada generación del 50. Estudió en la Escuela Nacional de Bellas Artes del Perú y en el Forest Park College de San Luis en Misuri. 
Inició su carrera profesional dentro del fotoperiodismo, trabajando como reportero gráfico en varios suplementos dominicales y semanarios. Fue jefe de fotografía y editor gráfico de diversos diarios y revistas como "Jaque”, “El Comercio”,“La República”, “El Búho”, ““Caballo Rojo”, “El Mundo”, “Sí”, “La Primera”, "El Peruano", etc. Participó en diversas exposiciones colectivas como individuales a través del mundo, : en el Perú, Cuba, Ecuador, Uruguay, España, etc. Ha desarrollado varios trabajos de investigación y audiovisuales que han sido presentados en publicaciones y varios congresos.

## Obras
- Víctor Humareda. -- Lima : Jinete Azul Editores, 1989
- Martín Chambi: corresponsal gráfico / Hérman Schwarz. En: La recuperación de la memoria : el primer siglo de la fotografía, Perú 1842-1942. -- Lima: Fundación Telefónica, 2001.

## Libros ilustrados con sus trabajos
- Westphalen, Emilio Adolfo. Falsos rituales y otras patrañas. -- Lima : Pontificia Universidad Católica del Perú, 1999.
- O'Hara, Edgar. La poesía en custodia, acercamiento a Emilio Adolfo Westphalen. -- Lima : Fondo Editorial del Congreso del Perú, 2005.
- Hernández, Luis. La soñada coherencia. -- Lima : Editora Mesa Redonda, 2007.
- Heraud, Javier. Estación reunida. -- Lima : Editora Mesa Redonda, 2008.
- Heraud, Javier. Viajes imaginarios. -- Lima : Editora Mesa Redonda, 2008.